# آل بيانكي
آل بيانكي (بالإنجليزية: Al Bianchi)‏ مواليد 26 مارس 1932 في لونغ آيلند، هو لاعب كرة سلة أمريكي تحول إلى التدريب بعد الاعتزال بدأ مسيرته الاحترافية في سنة 1956 ويحمل الرقم 16 و24. يبلغ طوله 6 قدم 3 بوصة (1.9 م). اعتزل اللعب في 1966.

## فرق لعب لها
- فيلادلفيا سفنتي سيكسرز

## روابط خارجية
- آل بيانكي على موقع إن بي أي (الإنجليزية)
- آل بيانكي على موقع سبورتس رفرنس (الإنجليزية)
- آل بيانكي على موقع كلية كرة السلة في سبورتس رفرنس.كوم (الإنجليزية)
- آل بيانكي على موقع ريلجم (الإنجليزية)
- آل بيانكي على موقع بروبوليرز (الإنجليزية)
- آل بيانكي على موقع سبورتس رفرنس (الإنجليزية)